# 浅野長容
浅野 長容（あさの ながかね）は、江戸時代中期から後期にかけての大名。通称は左京、兵部。安芸国広島新田藩の第4代藩主。官位は従五位下・近江守。

## 略歴
第3代藩主・浅野長員の長男として誕生。幼名は徳次郎、粂之助。
天明8年（1788年）7月1日、11代将軍徳川家斉に拝謁する。寛政12年（1800年）9月10日、長員が隠居したため家督を継ぐ。
文政元年（1818年）、一門から長訓を養嗣子として迎える。文政7年（1824年）1月6日に54歳で死去し、家督は同年6月17日に長訓が継いだ。

## 系譜
- 父：浅野長員（1745-1808）
- 母：不詳
- 正室：浅野重晟の娘
- 生母不明の子女
  - 女子：浅野長訓正室
- 養子
  - 男子：浅野長訓（1812-1872） - 浅野長懋（ながとし、7代藩主・浅野重晟の四男）の五男